# Nongpoh
Nongpoh is een dorp in het district Ri-Bhoi van de Indiase staat Meghalaya. 

## Demografie
Volgens de Indiase volkstelling van 2001 wonen er 13.165 mensen in Nongpoh, waarvan 51% mannelijk en 49% vrouwelijk is. De plaats heeft een alfabetiseringsgraad van 61%. 